# Dusona brevisocrea
Dusona brevisocrea là một loài tò vò trong họ Ichneumonidae.